# Brigade du fleuve
Production
Diffusion
Brigade du fleuve est une série télévisée franco-belge réalisée par Bénédicte Delmas d'après un scénario de Thomas Griffet et Lionel Pasquier, et diffusée en Belgique à partir du 27 octobre 2024 sur La Une et en France à partir du 2 novembre 2024 sur France 3.
Cette fiction policière est une coproduction de Federation Studio, France Télévisions, Be-FILMS et la RTBF (télévision belge).

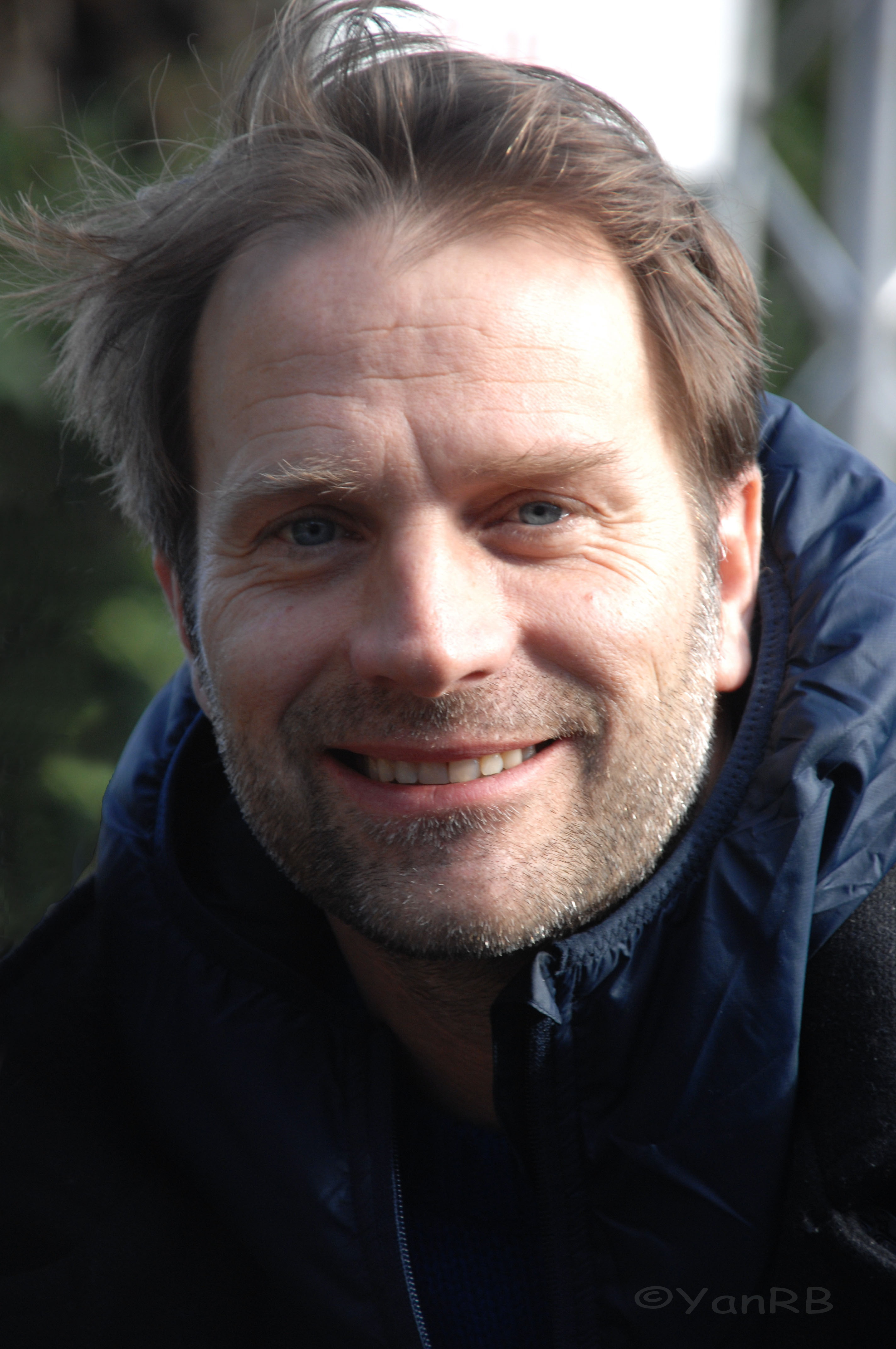
Thomas Jouannet.

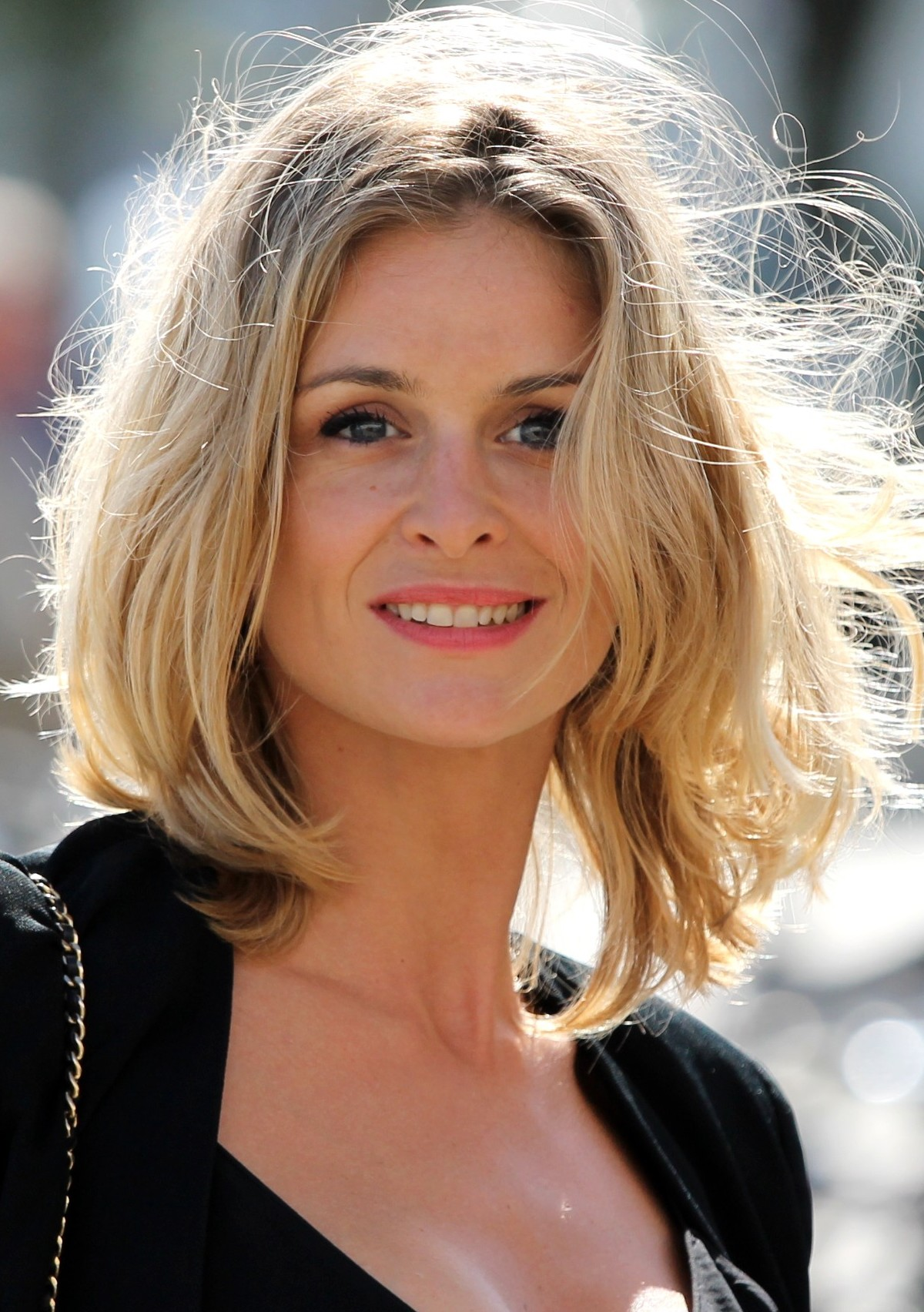
Jeanne Bournaud.

## Synopsis
La brigade fluviale BFG-37 de la gendarmerie française opère sur la Loire, en Touraine.
Surnommée « Brigade Flaubert », elle doit son nom au capitaine Victor Flaubert qui la  dirige.
Elle compte en ses rangs la lieutenante Katia Lestrade, le major Achille Verdim et deux frères, les adjudants Samuel et Camille Lavergne.

## Distribution principale
- Thomas Jouannet : capitaine Victor Flaubert, de la brigade fluviale BFG-37[1],[2]
- Jeanne Bournaud : juge Lucie Cavage
- Roxane Turmel : lieutenante Katia Lestrade
- Pasquale d'Inca : major Achille Verdim
- Roby Schinasi : adjudant Samuel Lavergne
- Ibrahim Koma : adjudant Camille Lavergne
- Matéo Paitel : Théo Flaubert, le fils de Victor

## Production

### Genèse et développement
Cette fiction policière est une coproduction de Federation Studio, France Télévisions, Be-FILMS et la RTBF (télévision belge) pour France 3,,,,.
Le scénario est de la main de Thomas Griffet et Lionel Pasquier, et la réalisation est assurée par Bénédicte Delmas,,,,.

### Tournage
Le tournage du premier épisode se déroule du 2 au 26 avril 2024 dans la région de Tours (entre autres sur les berges de la confluence de la Loire et du Cher à Villandry), dans la région de Blois, au château de Chambord,,,,.
Outre le château de Chambord, on peut citer comme sites de tournage reconnaissables le viaduc de Cinq-Mars-la-Pile, le château de l'Islette d'Azay-le-Rideau, la chapelle du Petit Saint-Martin de Tours, le Pôle Santé Léonard de Vinci de Chambray-lès-Tours, la grange de Meslay à Parçay-Meslay et le pont ferroviaire désaffecté de L'Île-Bouchard (sur la Vienne).
Le tournage du deuxième épisode commence le 31 mars 2025 à Tours, Blois et leurs alentours.

### Fiche technique
Sauf indication contraire, les informations mentionnées dans cette section peuvent être confirmées par les bases de données cinématographiques  présentes dans la section « Liens externes ».
- Titre français : Brigade du fleuve
- Réalisation : Bénédicte Delmas[3],[4],[5],[8],[6]
- Scénario : Thomas Griffet et Lionel Pasquier[4],[8],[6]
- Musique : Olly Gorman
- Décors : Antoine Marron
- Costumes : Laëtitia Carré
- Photographie : Dominique De Wever
- Son : Bernard Borel[6]
- Montage : Gautier Larnicol
- Production : Emmanuel Mélédo et Thierry Sorel[8],[6]
- Sociétés de production : Federation Studio, France Télévisions, Be-FILMS et la RTBF[3],[4],[5],[1],[6]
- Pays de production :  France /  Belgique
- Langue originale : français
- Format : couleur
- Genre : policier[4],[6]
- Durée : 90 minutes
- Dates de première diffusion :
  - Belgique : 27 octobre 2024 sur La Une[1],[11]
  - France : 2 novembre 2024 sur France 3[2]

## Épisodes

### Épisode pilote
La brigade fluviale BFG-37 de la gendarmerie française intervient sur la Loire pour sauver un homme inconscient au volant d'un véhicule bloqué dans des branches au milieu du fleuve. Le capitaine Victor Flaubert, qui dirige la brigade, plonge et sauve le conducteur qui murmure un prénom aux oreilles du capitaine : Éléonore.
Après avoir ramené le véhicule sur les rives du fleuve, les gendarmes découvrent dans le coffre le cadavre ensanglanté d'une jeune femme emballé dans un sac plastique. Les enquêteurs découvrent rapidement que la victime était une jeune archéologue qui travaillait sur un chantier de fouilles dans les douves du château de Chambord et que le conducteur du véhicule, Pierre Neveu, était son fiancé. La victime, Éléonore Blainville, est morte d'un coup porté avec un marteau d'archéologue, qui est retrouvé au fond du fleuve par la dernière à avoir rejoint la brigade fluviale, la lieutenante Katia Lestrade.
L'enquête amène le capitaine et la lieutenante à plonger dans les douves, sous les anciennes latrines du château de Chambord, un lieu riche en objets divers jetés par les occupants du château au cours des siècles : ils y trouvent un précieux miroir de l'époque du roi François Ier, qui pourrait bien avoir un lien direct avec le meurtre car il était supposé se trouver à l'atelier de restauration Costa et non dans les douves.
Mais quelques jours plus tard, Pierre Neveu, considéré jusque là comme le principal suspect, est assassiné à son tour à l'hôpital, où il était plongé dans le coma.
- David Brécourt : Éric Chalençois, collectionneur d'œuvres d'art
- Xavier Mathieu : Jorge Costa, restaurateur d'œuvres d'art
- Aïssam Medhem : Vasco Costa, le fils de Jorge
- Laurent Bateau : Yves Lemark, archéologue
- Cécile Combes : Madeleine Blainville, la mère de la victime Éléonore Blainville

## Accueil

### Diffusions et audience
En Belgique, le premier épisode, diffusé le 27 octobre 2024 sur La Une, est regardé par 268 285 téléspectateurs et se classe deuxième en termes d'audience.
En France, diffusé le 2 novembre 2024 sur France 3, il est regardé par 4 741 000 téléspectateurs et se classe premier en termes d'audience.